# Luis Quintana (Schauspieler)
Luis Antonio Quintana (* 1988) ist ein deutscher Schauspieler.

## Leben
Die Eltern Luis Quintanas sind das Schauspielerpaar Alejandro Quintana und Katrin Steinke. Nach einer Ausbildung zum Koch studierte er von 2010 bis 2013 an der Hochschule für Musik und Theater Rostock. Dort erhielt er für zwei Studienprojekte – Woyzeck und Die Hamletmaschine – jeweils erste Preise in interdisziplinären Wettbewerben. Gastweise spielte Quintana am Mecklenburgischen Staatstheater Schwerin in einer Bühnenfassung des Films Sonnenallee, ehe er mit Beginn der Spielzeit 2014/15 an das Badische Staatstheater Karlsruhe verpflichtet wurde. 2018 endete sein Engagement, seitdem ist Quintana freiberuflich tätig.
In Karlsruhe war Quintana bislang unter anderem als Laertes in William Shakespeares Hamlet zu sehen, als Karl Moor in Die Räuber und Talbot in Die Jungfrau von Orleans, beide von Friedrich Schiller, oder Legendre in Dantons Tod von Georg Büchner. In der Spielzeit 2023/24 spielte er in Shakespeares Komödie Ein Sommernachtstraum am Hamburger Ernst-Deutsch-Theater.

## Filmografie
- 2014: Betonfraß (Kurzfilm)